# Exogone parahebes
Exogone parahebes är en ringmaskart som beskrevs av Hartmann-Schröder 1965. Exogone parahebes ingår i släktet Exogone och familjen Syllidae. Inga underarter finns listade i Catalogue of Life.